# Carlo Palermo
Carlo Palermo (Avellino, 28 settembre 1947) è un saggista, magistrato e politico italiano, già sostituto procuratore a Trento dal 1975 fino al 1984 e poi a Trapani fino al 1989. Oggi esercita l'avvocatura.

## Biografia

### L'inchiesta di Trento su droga e armi e logge massoniche
Nominato sostituto procuratore di Trento nel 1975, diventò noto al grande pubblico quando aprì un'indagine su un ampio traffico di armi, droga e logge massoniche, che venne avviata nel 1980 in seguito al sequestro di 110 kg di morfina base a Trento presso l'albergo gestito da Karl Kofler (morto poco tempo dopo in carcere) e a Bolzano nella villa di Herbert Oberhofer (in passato legato al terrorismo sudtirolese) i quali l'avevano acquistata dai trafficanti turchi (i fratelli Cil e Abuzer Ugurlu) e la rivendevano alle cosche siciliane operanti nel Nord Italia e facenti capo a Gerlando Alberti e ai fratelli Grado, i quali gestivano i laboratori clandestini a Palermo per la raffinazione dell'eroina destinata poi alla piazza di Milano; gli accertamenti evidenziarono il ruolo principale avuto dal trafficante siriano Henry Arsan (residente a Milano), il quale riusciva a barattare carichi di armi in Medio Oriente con partite di droga, e coinvolsero anche ufficiali dei servizi segreti affiliati alla loggia P2 (il generale Giuseppe Santovito e il colonnello Massimo Pugliese), il boss turco Bekir Celenk (implicato anche nell'inchiesta romana sull'attentato a Giovanni Paolo II), l'industriale Renato Gamba (titolare di una fabbrica di armi nel bresciano) e l'attore Rossano Brazzi, i quali erano accusati di aver partecipato a trattative per la vendita di armi da guerra all'estero, soprattutto nei Paesi del Terzo Mondo.
Tuttavia l'allora presidente del Consiglio Bettino Craxi presentò un esposto al Consiglio Superiore della Magistratura contro il giudice Palermo perché si era sentito indebitamente chiamato in causa dopo che il magistrato aveva scritto il suo nome su alcuni decreti di perquisizione intestati al finanziere socialista Ferdinando Mach di Palmstein per queste ragioni il CSM avviò un'inchiesta disciplinare nei confronti di Palermo e gli fu tolta l'indagine, che venne trasferita alla Procura di Venezia dove venne divisa in due tronconi (uno riguardante le imputazioni connesse al traffico di droga e l'altro quelle relative al commercio di armi). Il magistrato decise allora nel 1985 di farsi trasferire alla procura di Trapani, dove le sue indagini si erano incrociate con quelle del collega Giangiacomo Ciaccio Montalto ucciso nel 1983: infatti il giudice Palermo si era incontrato a Trento con Ciaccio Montalto tre settimane prima che fosse ucciso per scambiarsi informazioni riservate sul filone dell'inchiesta che riguardava il traffico di stupefacenti.

### Il fallito attentato a Pizzolungo
Nella città siciliana, dopo soli 50 giorni dal suo arrivo, la mafia reagì e tentò di ucciderlo con un'autobomba a Pizzolungo, una frazione del trapanese: il magistrato restò ferito, poiché al momento dell'esplosione la sua auto stava superando una vettura su cui si trovavano Barbara Rizzo e i suoi due piccoli gemelli Salvatore e Giuseppe Asta, che morirono dilaniati, investiti in pieno dall'esplosione. Le indagini successive chiarirono che l'attentato dinamitardo, volto a uccidere il magistrato, aveva finalità preventive e dimostrative, perché il procuratore Palermo aveva intenzione di continuare le indagini sul traffico di droga e sarebbe potuto arrivare a una raffineria di eroina nei pressi di Alcamo, che venne scoperta dalla polizia ventidue giorni dopo l'attentato.

### La carriera politica e l'avvocatura
Pochi mesi dopo l'attentato, Carlo Palermo si trasferì per qualche tempo a Roma al ministero, poi lasciò la magistratura e intraprese l'avvocatura, oltre a impegnarsi in politica. Per La Rete è stato dall'aprile 1992 deputato alla Camera nel collegio Trento-Bolzano, fino a quando, nel novembre 1993 fu dichiarato incompatibile in quanto eletto consigliere provinciale a Trento e sostituito da Paolo Prodi: nella sua esperienza parlamentare, si mise in evidenza opponendosi all'alta velocità ferroviaria in Alto Adige e appoggiando l'autorizzazione a procedere nei confronti di Craxi. Dal 1993 al 1998 è stato consigliere provinciale (e quindi anche regionale) a Trento.
Da avvocato, ha difeso le parti civili nei processi per le stragi di Capaci, di Ustica e del disastro del Moby Prince.
Nella seduta del Senato della Repubblica del 12 luglio 1994 l'allora ministro dell'Interno Roberto Maroni rivelò l'esistenza presso il SISDE, il servizio interno della sicurezza dello Stato, di attività di dossieraggio nei confronti di singoli esponenti politici, tra i quali Carlo Palermo.
Nel 2019 una sua documentata denuncia ha fatto riaprire le indagini della Magistratura romana  relative alla scomparsa in Libano, nel settembre 1980, dei due giornalisti Graziella De Palo e Italo Toni.

## Opere
- Riflessioni di un giudice, Editori Riuniti, 1987
- L'attentato, Publiprint, 1992
- Il quarto livello: integralismo islamico, massoneria e mafia, Editori Riuniti, 1996
- Il giudice. Frammenti di una storia incompiuta, Reverdito Edizioni, 1997
- Il papa nel mirino. Gli attentati al pontefice nel nome di Fatima, Editori Riuniti, 1998
- Il quarto livello: 11 settembre 2001 ultimo atto?, Editori Riuniti, 2002
- La bestia. Dai misteri d'Italia ai poteri massonici che dirigono il nuovo ordine mondiale, Sperling & Kupfer, 2018
- X Day - I figli dell'Aurora - VID 21, Il Sacro Monte Editore, 2020
- Il Patto - La piramide rovesciata della loggia π2, Il Sacro Monte Editore, 2021
- Senza Dio, Senza Stato, Senza Libertà, Il Sacro Monte Editore, 2024